# 루 라바다

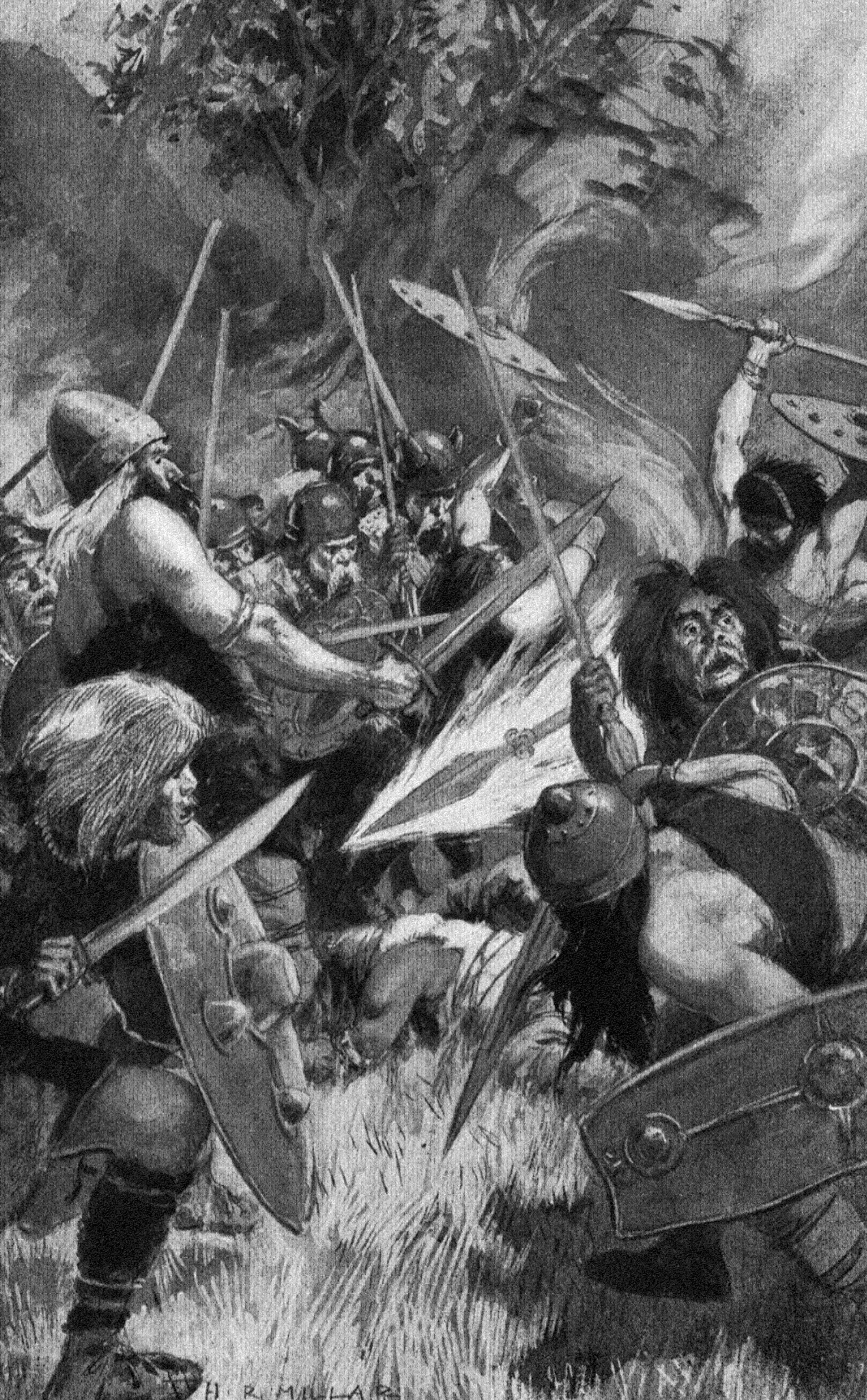

루 라와더(고대 아일랜드어: Lugh Lámfada, 아일랜드어: Lú Lámhfhada [luː l̪ˠaːwad̪ˠə]→긴 팔의 빛나는 자)는 아일랜드 신화의 투어허 데 다넌의 전사, 왕, 장인이며 구세주의 역할을 맡는 신이다. 그는 다양한 재주에 두루 통달했다. 또한 맹세, 진실, 법률, 그에 따른 정당한 왕권과도 관계가 있다. 켈트족의 수확제 루너서는 그 이름의 유사성에서 루와 관계가 있는 것으로 여겨진다. 루는 여러 별명을 가지고 있는데 그 중 "라와더(아일랜드어: Lámfada)"와 "사밀다나크(아일랜드어: Samildánach)"가 유명하다. "라와더"는 "긴 팔을 가진"이라는 뜻으로, 그의 창술 솜씨 또는 통치자로서의 능력을 의미하는 것이고, "사밀다나크"는 "많은 재주를 똑같이 숙련한"이라는 뜻이다.
신화에서 루는 키언과 에흐누 사이에 태어난 아들이다. 에흐누의 아버지인 포모르 폭군 발로르에게는 외손자가 되며, 티러이 벌판 전투에서 발로르를 죽인다. 양부는 마난난 막 리르다.
루는 다양한 마도구를 소유했는데, 막을 수 없는 창, 무릿매에 매겨 쏘는 돌, 무릿맷돌, 사냥개 파일니스 등이 있다. 보드게임 피드헬을 발명한 것이 그라고 한다. 또한 마난난 막 리르로부터 받은 검인 프라가라흐도 지니고 있다.
루의 원형은 고대 켈트족의 신 루구스이며, 웨일스 신화의 러이 라우 거페스에 해당한다.

## 같이 보기
- 페르세우스
- 삼상신